# Guatlla pintada pitnegra
La guatlla pintada pitnegra (Turnix melanogaster) és una espècie d'ocell de la família dels turnícids (Turnicidae) que habita el terra dels boscos i matolls de la costa oriental d'Austràlia.